# BP-5002
La carretera BP-5002 és una carretera intercomarcal, dependent de la Diputació de Barcelona, que va de Granollers al Masnou, en sentit sud-est, i del Masnou a Granollers, en sentit nord-oest, i que uneix els municipis de Granollers, Vilanova del Vallès, Vallromanes, Alella i el Masnou des de l'interior, a la capital de la comarca del Vallès Oriental, fins a la mar Mediterrània, en la comarca del Maresme.
Des de la carretera es pot enllaçar amb l'autopista AP-7 que va des d'Algesires a la Jonquera, a l'altura de Vilanova del Vallès gairebé al límit de Granollers, i també amb l'autopista C-32, que va des del Vendrell a Palafolls, a l'altura d'Alella gairebé al límit amb el Masnou.
També enllaça a la sortida sud de Granollers amb la carretera C-35 que passa pel Circuit de Catalunya i que enllaça, posteriorment, amb l'autovia C-17 per anar en direcció a Vic o en direcció a Barcelona. A l'altura de Vilanova del Vallès és travessada per la BV-5001, anomenada també Carretera de la Roca, i que uneix els municipis de Santa Coloma de Gramenet i la Roca del Vallès.
Un cop la carretera acaba al municipi del Masnou va a donar a la carretera N-II que uneix els municipis de Madrid i la Jonquera.